# Ellinghamdiagram
Een ellinghamdiagram is een grafiek waarin ΔG (de vrije enthalpie) die bij een bepaalde chemische reactie vrijkomt, wordt uitgezet tegen T (de temperatuur). Het diagram wordt gebruikt om de temperaturen af te lezen waarbij metalen stabiel zijn, en bij welke temperaturen ze spontaan oxideren. Het ellinghamdiagram is vernoemd naar zijn geestelijke vader Harold Ellingham (1897-1975).
De lijn in het diagram geeft aan op welk punt er een evenwicht is van de chemische reactie. Wanneer deze lijn erg laag ligt (ofwel de vrije enthalpie is erg negatief), dan betekent dit dat de oxiden die ontstaan (moleculen die bestaan uit zuurstof en metaal) makkelijk gevormd worden en erg stabiel zijn. Bij titanium en magnesium ligt deze lijn bijvoorbeeld erg laag: ze reageren heel gemakkelijk wanneer ze in aanraking komen met zuurstof. Zelfs bij hogere temperaturen zijn deze oxiden nog stabiel en het is lastig om deze oxiden weer te reduceren tot metaal en zuurstof.
Wanneer de lijn in het ellinghamdiagram hoog ligt, betekent dit niet automatisch dat het metaal zelf erg stabiel is. Het betekent wel dat eventuele oxiden veel eenvoudiger te reduceren zijn tot metaal en zuurstof. Voorbeelden zijn koper en ijzer. Voorbeelden van metalen waarbij de lijn min of meer in het midden ligt, zijn chroom en mangaan.
Ellinghamdiagrammen worden gebruikt bij de productie van ijzer, staal en non-ferrometalen.
Een ander gebruik is te bepalen welk product stabiel is onder bepaalde omstandigheden als er meer dan één oxidatieproduct mogelijk is.
Er kunnen ook diagrammen voor reacties met andere gassen dan zuurstof worden getekend, bijvoorbeeld voor de vorming van sulfiden of chloriden.
Bij de reactie van goud met chloor kunnen twee chloriden gevormd worden:
{\displaystyle \mathrm {\ 2\ Au\ +\ 3\ Cl_{2}\ \longrightarrow \ 2\ AuCl_{3}} }
{\displaystyle \mathrm {\ 2\ Au\ +\ Cl_{2}\ \longrightarrow \ 2\ AuCl} }
Door bij dezelfde chloordampdruk de lijnen voor beide verbindingen uit te zetten is het mogelijk gebleken temperaturen zo te kiezen dat er kristalgroei van AuCl plaatsvond. Dit maakte het mogelijk de kristalstructuur van deze verbindingen te bepalen.